# Pie diabético
El pie del diabético, según el Consenso Internacional sobre Pie del Diabético, es una infección, ulceración o destrucción de los tejidos profundos relacionados con alteraciones neurológicas y distintos grados de enfermedad vascular periférica en las extremidades inferiores que afecta a pacientes con diabetes mellitus que no ha sido o no está siendo correctamente tratada. Por tanto, no debe ocurrir a efectos generales en pacientes cuya diabetes esté siendo controlada adecuadamente dentro de una relativa normalidad. La amputación de la extremidad inferior del afectado es reconocida como un elemento importante en el padecimiento y también está vinculada a la inestabilidad postural en personas de edad avanzada con diabetes.

## Complicaciones neuropáticas
Cuando se dice que el pie diabético tiene una «base etiopatogénica neuropática» se hace referencia a que la causa primaria que hace que se llegue a padecer un pie diabético está en el daño progresivo que la diabetes produce sobre los nervios, lo que se conoce como neuropatía. Los nervios están encargados de informar sobre los diferentes estímulos (nervios sensitivos) y de controlar a los músculos (nervios efectores). En los diabéticos, la afectación de los nervios hace que se pierda la sensibilidad, especialmente la sensibilidad dolorosa y térmica, y que los músculos se atrofien, favoreciendo la aparición de deformidades en el pie, ya que los músculos se insertan en los huesos, los movilizan y dan estabilidad a la estructura ósea.
Si una persona pierde la sensibilidad en el pie implica que si se produce una herida, un roce excesivo, una hiperpresión de un punto determinado o una exposición excesiva a fuentes de calor o frío, no las sienta. Ya que el dolor es un mecanismo defensivo del organismo que incita a tomar medidas que protejan de factores agresivos, los diabéticos pueden sufrir heridas y no darse cuenta. Además, la pérdida de control muscular favorece la aparición de deformidades y provocar roces, cambios en la distribución de los apoyos del pie durante la marcha y predisponer a determinados puntos del pie a agresiones que, de no ser atacadas a tiempo, pueden resultar fatales.

## Complicaciones vasculares
La isquemia, o sufrimiento tisular derivado de la insuficiencia arterial, es frecuente en los diabéticos, como consecuencia del daño que sufren los vasos sanguíneos a causa de la enfermedad. Las arterias tienen la función de aportar nutrientes y oxígeno a las células para que estas funcionen correctamente. El pie es una zona de riego comprometido por su distancia al corazón y si a esto sumamos el daño que sufren los vasos sanguíneos, podemos imaginar que la circulación arterial del pie se vea ampliamente disminuida. Con ello se producen importantes trastornos tróficos, es decir, de la «alimentación de los tejidos», incluyendo debilidad de la piel, sequedad y otras alteraciones de las uñas, el vello.
Además, la insuficiencia arterial no solo provoca un sufrimiento de las células y de los tejidos que las componen, sino que además implica que la respuesta inflamatoria, que también depende del flujo circulatorio, se vea disminuida. Las arterias son responsables de llevar los materiales necesarios para que un tejido se regenere, de modo que si se forma una herida, esta difícilmente cicatrizará. A través de las arterias, los medicamentos alcanzan las distintas partes del organismo, así que si un paciente diabético sufre una infección en el pie y el riego circulatorio está disminuido, el éxito del tratamiento farmacológico sistémico (por vía oral principalmente) se reduce potencialmente porque el medicamento llega con mucha dificultad a la zona en la que tiene que actuar, si bien debe instaurarse aún asumiendo el riesgo de que no sea eficaz. Por otro lado, el tratamiento local, es decir, sobre la misma herida, resulta fundamental aunque por desgracia, dadas las dificultades añadidas, no siempre sea suficiente.

## Complicaciones de las úlceras
Las úlceras requieren todos los cuidados podológicos y médicos que estén al alcance del paciente, ya que además de no resolverse espontáneamente, tienden a agravarse, llegando en muchos casos a gangrenarse, lo que obliga a ejecutar amputaciones parciales o incluso totales de las zonas afectadas. Se estima que las complicaciones derivadas de la diabetes son la principal causa de amputación no traumática en el mundo. La falta de riego sanguíneo, junto con una acumulación de toxinas derivadas del metabolismo infeccioso pueden facilitar la aparición de fenómenos necróticos; en otras palabras, pueden provocar la muerte de determinadas zonas de tejido. Si ese tejido muerto no es eliminado correctamente puede provocar la liberación de toxinas en sangre que acaben por ocasionar una gangrena del miembro. La gangrena es subsidiaria de la amputación (como único tratamiento posible) o la muerte (si logra alcanzar el sistema circulatorio a niveles superiores). En pacientes con diabetes, los tumores malignos en la pie pueden ser confundidos con las úlceras del pie diabético.

## Abordaje
La alta incidencia de la diabetes, considerada por muchos como la auténtica epidemia del siglo XXI, exige que las autoridades sanitarias centren sus esfuerzos en combatir esta enfermedad y tratar precozmente todas las complicaciones derivadas de ella, incluyendo por supuesto al pie diabético. Sin duda, un enfoque multidisciplinar, que incluya la participación de diferentes profesionales del ámbito sanitario, es con toda probabilidad la mejor forma de detectar y atajar a tiempo estas complicaciones y evitar que se produzcan.
En la primera valoración de una lesión en el pie de un diabético se debe realizar una valoración de la circulación arterial pues en caso de que esta esté afectada se debe intentar la revascularización lo antes posible. A continuación y en el mismo momento, es imprescindible valorar la situación clínica del paciente y detectar cuantos padecimientos o circunstancias coinciden y pueden ser coadyuvantes para una mala evolución de las lesiones, y por último, el cuidado local , que no puede separarse de lo anterior, pues un cuidado esmerado de la lesión no tendrá ningún resultado mientras no consigamos corregir cuantas circunstancias intervengan en el caso.

## Determinación del grado de riesgo en las lesiones del pie diabético
El interés básico de disponer de una clasificación clínica de los estadios en que cursa el Pie Diabético responde a la conveniencia de articular los protocolos terapéuticos adecuados a la necesidad de establecer su valor predictivo en cuanto a la cicatrización de la úlcera. La clasificación de Wagner (Meggitt/Wagner), valora 3 parámetros: la profundidad de la úlcera, el grado de infección y el grado de necrosis
- Grado 0: No hay lesión, Pie de riesgo.
- Grado 1: Úlcera superficial que compromete todo el espesor de la piel pero no tejidos subyacentes.
- Grado 2: Úlcera profunda, penetrando hasta ligamentos y músculos pero no compromete el hueso o la formación de abscesos.
- Grado 3: Úlcera profunda con celulitis o formación de abscesos, casi siempre con osteomielitis.
- Grado 4: Gangrena localizada.
- Grado 5: Gangrena de todo el pie.

## Tratamiento
El tratamiento local, según el grado de ulceración en la escala de Wagner es:
| Grado | Tratamiento |
| ----- | --- |
| 0     | El pie está en riesgo y no existe lesión. La actitud terapéutica es de índole preventiva. |
| 1     | El procedimiento terapéutico va direccionado a disminuir la presión sobre el área ulcerada. Generalmente no se presenta una infección. |
| 2     | La infección está presente, por lo que es necesario obtener muestras para cultivo. Debe realizarse una desbridación, curación tópica y utilizar antibióticos y coadyuvantes. Dentro de los coadyuvantes más efectivos, novedosos y de fácil aplicación son los productos a base de iones de plata.                    |
| 3     | Se caracteriza por la existencia de una infección profunda, con formación de abscesos, a menudo de osteomielitis. La intervención quirúrgica es una posibilidad. |
| 4     | Los pacientes afectados requieren hospitalización urgente y valoración del componente isquémico, que en esta fase suele estar sumamente afectado. En términos generales, se procede a cirugía revascularizadora, para evitar la amputación, o conseguir que esta pueda realizarse a un nivel distal de la extremidad. |
| 5     | Se requiere amputación ya que la vida del paciente está en riesgo. |

## Prevención
La prevención de úlceras es básica para un paciente con diabetes, ya que de esta depende el evitar futuras complicaciones; para ello se deben de llevar ciertas medidas y evaluaciones como lo son:
1. Inspección del estado de la piel y de las uñas (hiperqueratosis, maceraciones, paranoquia, uñas fúngicas).
2. Exploración de la sensibilidad mediante mono-filamento.
3. Exploración de signos y síntomas de neuropatía autonómica (sequedad, menos sudoración) y motora (debilidad y atrofias musculares) que origina "dedos en garra" y ausencia de reflejos tendinosos.
4. Exploración vascular mediante el índice tobillo-braquial, palpación de pulsos, temperatura. Síntomas de arteriopatía.
5. Valoración de deformidades del pie y puntos de hiperpresión (dedos en garra o martillo, juanetes, cabeza metatarsianas prominentes, pie charcot).
6. Recomendar al paciente que limite el uso directo de talco a la piel del pie, ya que este ocasiona mayor sequedad.
7. Utilizar humectantes en crema o aceites, como vaselinas o aceite de almendras, para mantener una buena hidratación y evitar grietas.

También es importante que el personal de salud capacite a los pacientes sobre las acciones de autocuidado, tales como la revisión frecuente del pie, pliegues interdigitales y el uso de un calzado adecuado.